# 東向商店街
東向商店街（ひがしむきしょうてんがい）は、奈良県奈良市にあるアーケード商店街。近鉄奈良駅前の登大路から三条通りまでを南北に結ぶ。

## 概要

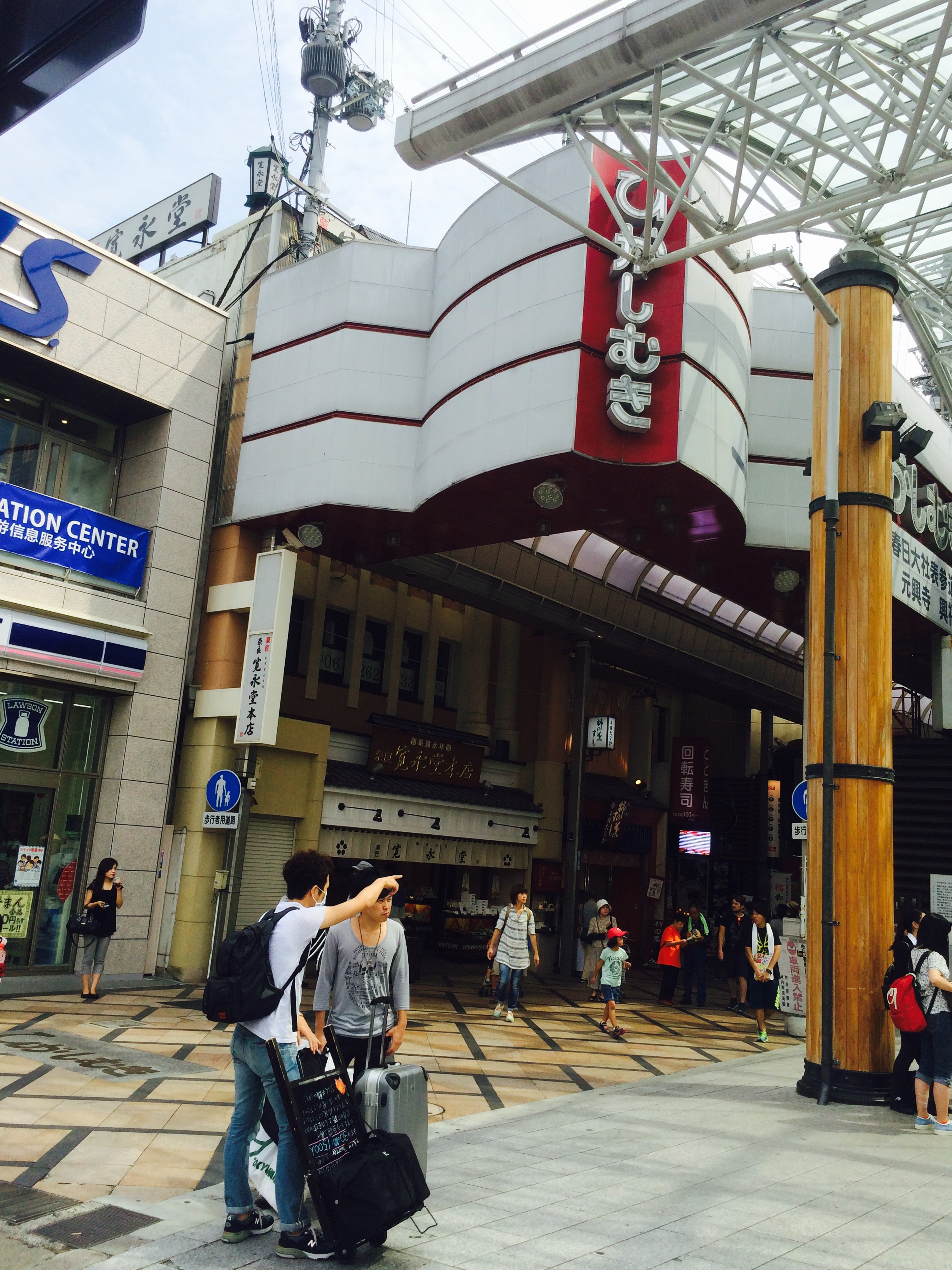
近鉄奈良駅側商店街入口

奈良市の旧市街を代表する商店街であり、老舗が並ぶ。また、大阪（難波）や京都、神戸と直接結ばれる近鉄奈良駅前に位置し、奈良公園やならまちからも至近であることから、終日観光客で賑わう。また観光地の商店街の例に漏れず、土産物店も多い。最近では土産物店や老舗と並んで垢抜けたカフェや雑貨店も増えており、小西さくら通りや三条通りと並んで、名実ともに奈良を代表する商店街となっている。

## 歴史

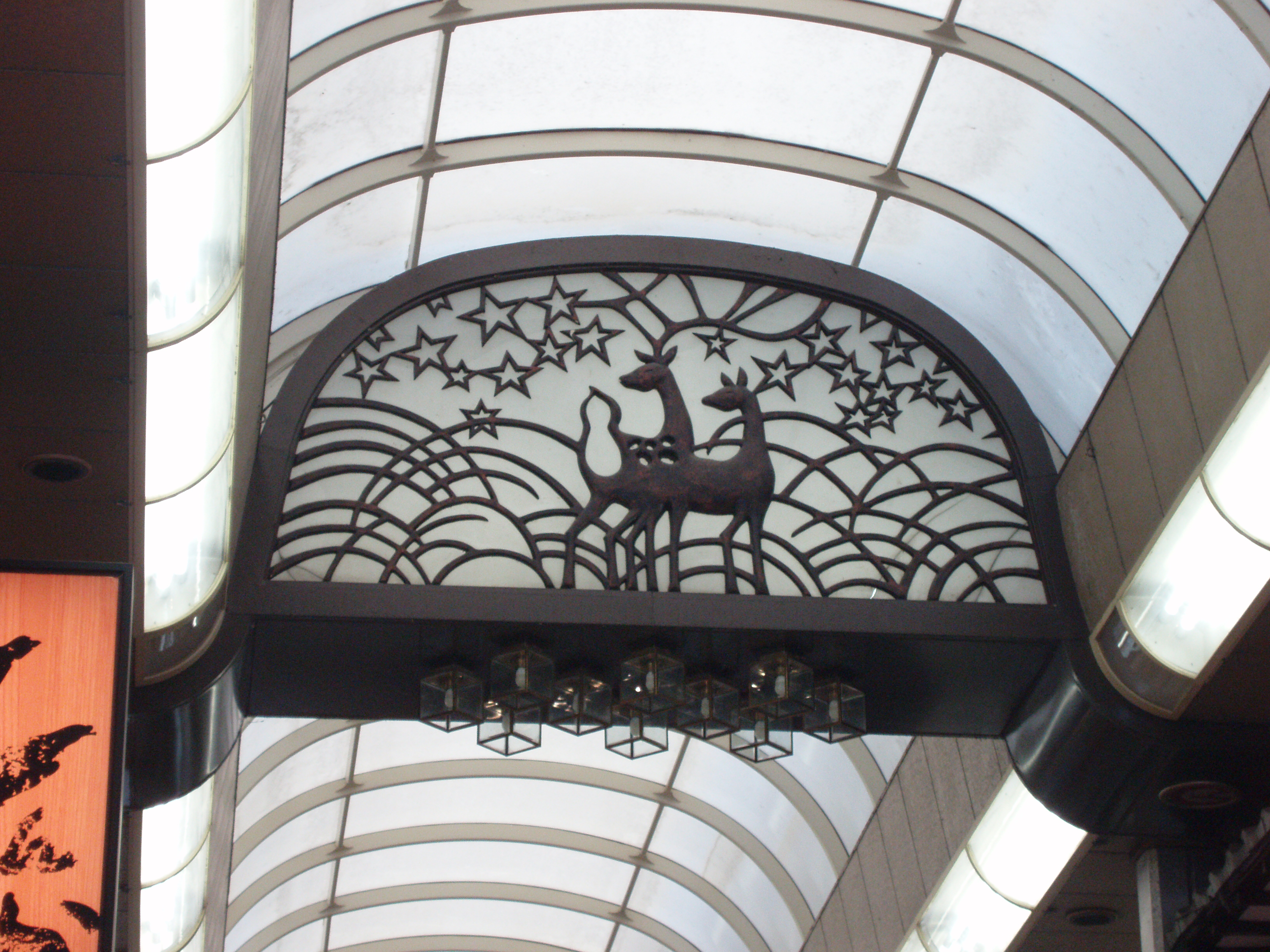
アーケード装飾

東向商店街は、平城京の外京六坊大路であり、東側はすぐ興福寺の境内となっている。この為、通りの西側にのみ建物が建てられ、全ての建物が東を向いていたため「東向」と呼ばれるようになったという。その後、興福寺の勢力が衰退すると、通りの東側にも建物が建つようになった。1914年に大阪電気軌道（大軌）が上本町〜奈良間（現在の近鉄奈良線）を開通すると、東向商店街は駅前商店街となり、発展した。戦前の最盛期には髙島屋や大軌百貨店が出店するなど、奈良最大の繁華街となった。戦後も国際文化観光都市奈良を代表する商店街であり続け、現在に至る。なお、現在のアーケードは1984年に再建されたもので、同じ年にこれを記念して「ギャルみこし」が弁財天祭りのイベントとして行われるようになった。その後2006年に、資金不足と人手不足のため中止されることになったが、5年後に平城遷都1300年祭を記念して復活している。

## 店舗・施設

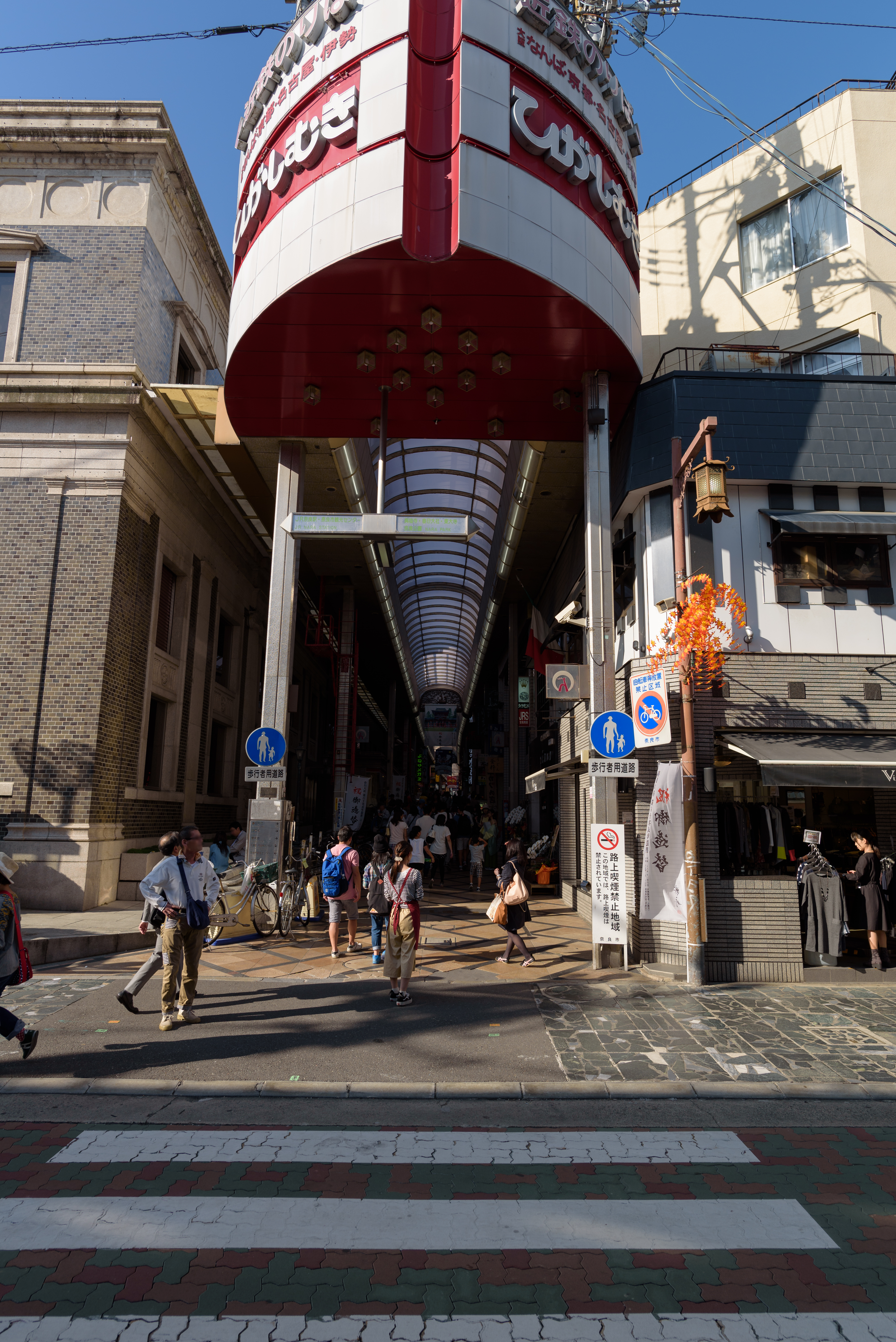
三条通り側入口

- 近鉄奈良駅
- 奈良県経済倶楽部
- ローソン
- ミスタードーナツ
- ザ・ダイソー
- ドトールコーヒー
- 奈良観光会館
  - マクドナルド（奈良観光会館1階）

（長年、映画館「奈良観光会館地下劇場」があったが、2009年3月に閉館。県内最後の単一映画館であった）
- 奈良基督教会
- 奈良県女性センター
- 山崎屋（奈良漬の老舗）
- コトモール
- 南都銀行本店
- 天下一品
- モスバーガー